# Louis-François-Laurent Segrétain
Pour les articles homonymes, voir Segrétain.
Louis-François-Laurent Segrétain (Laval, 10 août 1748 - 20 mars 1846) est un homme politique français.

## Biographie
Il est né en 1748, et est le troisième neveu de l'abbé Jean-Louis Segretain et son élève.
Il a fondé à Laval une maison importante pour le commerce des toiles. Il est l'un des vingt rédacteurs du cahier du Tiers-État, officier municipal, auteur d'une adresse à l'Assemblée nationale, dont l'envoi fut voté en conseil le 4 mars 1790.
Il est membre de l'administration départementale le 6 juillet 1790, président du tribunal de commerce, il remplaça enfin Noël-Gabriel-Luce Villar à la tête du Directoire départemental le 29 novembre 1792. L'un des premiers, il s'éleva contre les excès des Jacobins, et travailla à l'organisation du parti de la résistance. 
Au passage des Vendéens, lors de la Bataille de Laval, il leva la contribution de guerre exigée par Antoine-Philippe de La Trémoille, prince de Talmont. L'arrivée de Jacques-François Bissy et de Pierre Bourbotte le força de s'éloigner et de se tenir caché jusqu'au 9 thermidor. Réintégré dans ses fonctions administratives, il prononça, le 9 thermidor an III (1795), un discours où il stigmatisa les crimes du tyran et les cruautés exercées à Laval par François-Joachim Esnue-Lavallée, son complice. 
Aux Élections législatives de 1795, l'assemblée électorale, dont il était président, l'envoya au Corps législatif où il fut du Conseil des Anciens, membre de la commission des finances, l'un des cinq directeurs particuliers du Conseil général de liquidation de la dette publique. Directeur de la comptabilité extraordinaire en 1810, il revint l'année suivante à Laval, entreposeur principal.
Pour l'Abbé Angot, le goût des lettres, les études ou essais agricoles, de douces relations d'amitié remplirent les dernières années de sa longue vieillesse. Il mourut en 1846.
Son nom n'apparait pas dans l'ouvrage : « Louis-François-Laurent Segrétain », dans Adolphe Robert et Gaston Cougny, Dictionnaire des parlementaires français, Edgar Bourloton, 1889-1891 [détail de l’édition] commé député.

## Sources partielles
- « Louis-François-Laurent Segrétain », dans Alphonse-Victor Angot et Ferdinand Gaugain, Dictionnaire historique, topographique et biographique de la Mayenne, Laval, A. Goupil, 1900-1910 [détail des éditions] (BNF 34106789, présentation en ligne), t. III

### Sources partielles utilisées par l'Abbé Angot
- Archives municipales de Laval, D/1b, D/1c.
- Écho de la Mayenne, 18 avril 1846.
- Queruau-Lamerie, Les Girondins, p. 7.
- Registre paroissial de Laval.
- Archives départementales de la Mayenne, B. 1.378.